# Ludwig I. (Nevers)

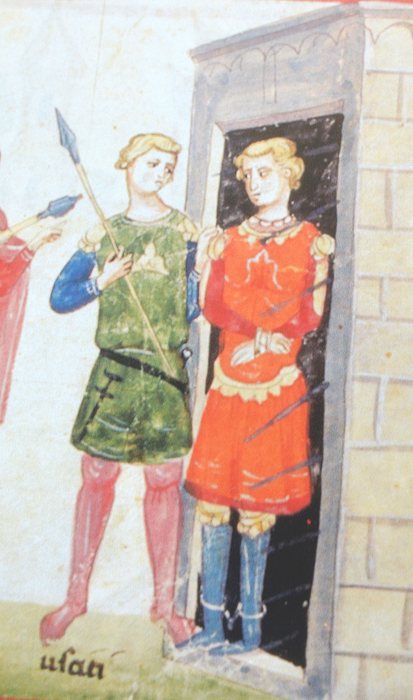
Ludwig I. von Nevers in Haft (Nuova Cronica von Giovanni Villani, Biblioteca Vaticana)

Ludwig von Dampierre oder Ludwig I. von Nevers (* 1272; † 22. Juli 1322) war Graf von Nevers von 1280 bis 1322, Graf von Rethel von 1290 bis 1322 sowie Erbgraf von Flandern. Er war der Sohn von Robert III. von Dampierre († 1322), Graf von Flandern, und Jolanthe von Burgund († 1280), Gräfin von Nevers.
Er heiratete im Dezember 1290 die Gräfin Johanna von Rethel († 1328), Tochter von Graf Hugo IV. und Isabelle de Grandpré. Ihre Kinder waren:
- Johanna von Flandern (* 1295; † 1374), ⚭ 1329 Johann von Montfort, Graf von Montfort-l'Amaury und Herzog von Bretagne
- Ludwig von Crécy (* 1304; † 1346), als Ludwig I. Graf von Flandern, als Ludwig II. Graf von Nevers und Rethel

Nach dem Tode König Heinrich VII. war er – neben anderen mitteleuropäischen Fürsten – einer der Kandidaten auf die römisch-deutsche Königskrone. Ludwig von Dampierre starb sechs Wochen vor seinem Vater, so dass die Grafschaft Flandern direkt von diesem auf seinen Sohn Ludwig I. überging.